# سیدنی کلسون
سیدنی کلسون (انگلیسی: Sydney Colson؛ زادهٔ ۶ اوت ۱۹۸۹) بازیکن بسکتبال اهل ایالات متحده آمریکا است.